# Уинн, Иан
Иан Уинн (англ. Ian Wynne; 30 ноября 1973, Севенокс) — британский гребец-байдарочник, выступал за сборную Великобритании в первой половине 2000-х годов. Бронзовый призёр летних Олимпийских игр в Афинах, серебряный и бронзовый призёр чемпионатов Европы, победитель многих регат национального и международного значения. Также известен как тренер по гребле на байдарках и каноэ.

## Биография
Иан Уинн родился 30 ноября 1973 года в городе Севенокс графства Кент. В детстве активно занимался плаванием и лишь в возрасте девятнадцати лет перешёл в греблю. Проходил подготовку в Королевском каноэ-клубе в Лондоне.
Первого серьёзного успеха на взрослом международном уровне добился в 2000 году, когда попал в основной состав британской национальной сборной и благодаря череде удачных выступлений удостоился права защищать честь страны на летних Олимпийских играх в Сиднее — в одиночках на пятистах метрах сумел дойти лишь до стадии полуфиналов, где финишировал четвёртым.
В 2004 году Уинн побывал на чемпионате Европы в польской Познани, откуда привёз награды серебряного и бронзового достоинства, выигранные в зачёте одиночных байдарок на дистанции 500 метров и в зачёте двухместных байдарок на дистанции 1000 метров. Будучи одним из лидеров гребной команды Великобритании, благополучно прошёл квалификацию на Олимпийские игры в Афинах — вместе с напарником Полом Дарби-Доуменом в двойках на тысяче метрах занял в решающем заезде седьмое место, в то время как в одиночках на пятистах метрах финишировал третьим и завоевал тем самым бронзовую олимпийскую медаль — в финале его обошли только канадец Адам ван Куверден и австралиец Натан Баггали. Вскоре по окончании этих соревнований принял решение завершить карьеру профессионального спортсмена, уступив место в сборной молодым британским гребцам.
Впоследствии работал тренером по гребле на байдарках и каноэ в британской национальной сборной, где отвечал за километровую дистанцию.